# Diocesi di Umbriatico
La diocesi di Umbriatico (in latino Dioecesis Umbriaticensis) è una sede soppressa e sede titolare della Chiesa cattolica.

## Territorio
La diocesi era collocata sul versante jonico della Calabria e comprendeva, a metà del Settecento, oltre alla città episcopale, i tre casali albanesi di Pallagorio, San Nicola dell'Alto e Carfizzi, e le terre di Casabona e di Zinga nella parte montana; la zona marittima era costituita dagli abitati di Melissa, Cirò e Crucoli. Confinava con le diocesi di Strongoli, di Rossano e di Cariati.
Sede vescovile era la città di Umbriatico, dove si trovava la cattedrale dedicata a San Donato, vescovo di Arezzo; la cattedrale era anche l'unica parrocchia della città episcopale.
La diocesi era composta nel Settecento da circa 10 000 abitanti e organizzata in 14 parrocchie: 4 a Cirò, 3 a Melissa, 2 a Crucoli, e una ciascuna negli altri insediamenti della diocesi. Nel territorio poi erano presenti sette monasteri: il convento di Sant'Agostino, soppresso nel 1653, a Crucoli, il convento dei Minori Osservanti a Casabona, il convento di Sant'Agostino a Melissa e i conventi dei Cappuccini, dei Paolotti, dei Riformati e dei Conventuali a Cirò.
Il clero diocesano era molto numeroso in rapporto alla popolazione. Secondo la relazione della visita ad limina del 1688, in diocesi v'erano 92 sacerdoti, e un totale di 150 chierici. Molti tuttavia non avevano una adeguata formazione spirituale e teologica, e gli scandali erano all'ordine del giorno.

## Storia
La diocesi di Umbriatico è stata eretta nel IX secolo e storicamente fu sempre suffraganea dell'arcidiocesi di Santa Severina. Compare per la prima volta nella Notitia Episcopatuum del patriarcato di Costantinopoli, redatta all'epoca dell'imperatore Leone VI e databile all'inizio del X secolo. Nonostante le piccole dimensioni del paese, Umbriatico divenne sede vescovile per l'importanza strategica che aveva in epoca bizantina.
Fino alla conquista normanna della Calabria a metà dell'XI secolo, la diocesi era sottomessa al patriarcato di Costantinopoli, ed il rito liturgico in uso era quello greco. Nelle fonti ufficiali greche, la città episcopale era conosciuta con il nome di Euria; questo nome deriverebbe, secondo alcuni storici, dal fatto che la città fu fondata da albanesi fuggiti dalla città di Eurea di Epiro.
Primo vescovo conosciuto di Umbriatico è Teodoro, probabilmente un greco, il cui nome appare su un mattone della cripta della cattedrale e databile alla prima metà dell'XI secolo. Gli storici ritengono che la cripta sia ciò che resta della primitiva cattedrale diocesana dedicata alla Madonna Assunta ed edificata in epoca bizantina, e poi ricostruita, tra il 1030 ed il 1040 e ridedicata a San Donato. Dopo Teodoro, bisogna andare al XII secolo per conoscere i nomi dei primi vescovi latini: Giovanni, che sottoscrisse un diploma del conte normanno Riccardo Siniscalco nel 1115; Gervasio, che prese parte alla consacrazione della cattedrale di Catanzaro; Ebras, menzionato ai tempi di Ruggiero I; Roberto, che nel 1164 confermò il monastero di Santo Stefano di Cirò ai monaci basiliani di Santa Maria del Patire; e Pellegrino, che nel 1179 prese parte al concilio Lateranense a Roma.
Documenti d'archivio attestano che nel 1325, il capitolo della cattedrale era costituito da 10 dignitari: il decano Nicola, gli arcidiaconi Giovanni e Andrea, il cantore Domenico Gualtieri, i canonici Perzanallo, Bartolomeo de Alicia, Giovanni Malabra, Paolo, Filippo Tropeano, e l'arciprete Leone.
Visto il luogo impervio, dove sorgeva la città e l'episcopio, e a causa dell'insalubrità dell'aria, molti vescovi,  a partire dal XV secolo, preferivano vivere nella vicina Cirò, il cui palazzo episcopale, vicino alla chiesa di Santa Maria de Plateis, era stato fatto costruire nel 1735 dal vescovo Domenicantonio Peronaci. Sempre a Cirò aveva sede il seminario vescovile, istituito dal vescovo Francesco Maria Loyero nel 1722 ed ampliato dal Peronaci. La situazione precaria della città episcopale è ben descritta nella relazione per la visita ad limina dal vescovo Giovanni Battista Ponzi (1682-1688): «Umbriatico, situata sulla cima di una rupe di giro circa un miglio, distante dodici miglia dal mare, è circondata dai monti impervi, orridi fiumi e boschi selvaggi, perciò è quasi irraggiungibile. Illuminata dal sole per poche ore, è perennemente avvolta dalle nebbie. Manca di ogni cosa necessaria a vivere ed è spopolata, contando nemmeno 350 abitanti».
Grazie a lasciti e donazioni a favore di chiese parrocchiali, di cappelle, di monasteri e della stessa mensa vescovile, nel corso del Seicento e Settecento si era accresciuto di molto il patrimonio ecclesiastico e le proprietà della Chiesa erano spesso oggetto di contese con i baroni locali, che ambivano ad appropriarsene. Questo fu causa di lunghe controversie che videro coinvolti i vescovi di Umbriatico contro le usurpazioni dei signori locali, i quali non si risparmiavano nulla per raggiungere i loro scopi: secondo la testimonianza del suo successore, il vescovo Vitaliano Marescano (1661 -1667) finì per avere la peggio e morì, sembra, per avvelenamento. Questo vescovo, tra l'altro, si distinse per aver fatto abolire definitivamente le cerimonie in rito greco da tutte le parrocchie della diocesi; la popolazione tuttavia continuò a celebrare in greco in modo semiclandestino, nelle cappelle di campagna, presenti numerose nel territorio diocesano .
Tra i vescovi di Umbriatico si ricorda in modo particolare Domenicantonio Peronaci, vescovo per ben 43 anni, dal 1732 al 1775, autore di diverse opere di carattere teologico e canonico, che si distinse anche come mecenate e benefattore, e per questo motivo molto stimato nella Curia romana. Ad eccezione di brevi periodi, dimorò sempre in diocesi, cosa rara in quei tempi. Tra le sue opere sono da annoverare il suo impegno per il potenziamento del Monte Frumentario a favore dei poveri, la regolamentazione della vita liturgica e della disciplina del clero; ampliò il seminario, fece restaurare la cattedrale e il palazzo episcopale di Cirò, e fece edificare una casa al mare per i presuli anziani e ammalati.
L'ultimo vescovo di Umbriatico fu Isidoro Leggio, morto nel 1801; in seguito la diocesi fu governata dai vicari capitolari. Infine, dopo 17 anni di sede vacante, la diocesi fu soppressa il 27 giugno 1818, in seguito al concordato tra la Santa Sede e il Regno di Napoli, con la bolla De utiliori di papa Pio VII ed il suo territorio venne incorporato in quello della diocesi di Cariati.
Dal 1969 Umbriatico è annoverata tra le sedi vescovili titolari della Chiesa cattolica; dal 27 gennaio 2012 l'arcivescovo, titolo personale, titolare è Santo Rocco Gangemi, nunzio apostolico in Serbia.

## Cronotassi

### Vescovi
- Teodoro † (prima metà dell'XI secolo)
- Giovanni † (menzionato nel 1115)[8]
- Gervasio † (menzionato nel 1122)
- Ebras †
- Roberto † (menzionato nel 1164)
- Pellegrino † (menzionato nel 1179)
- Rinaldo † (fine del XII secolo)
- Anonimo † (menzionato nel 1193)
- Anonimo † (menzionato nel 1215)
- Anonimo † (menzionato nel 1235)[9]
- Diaspro o Dionigi † (20 novembre 1258 - dopo il 1266/1267)
- Alfano † (prima di agosto 1270 - 1275 deceduto)
- Lucifero † (? - 23 dicembre 1296 nominato arcivescovo di Santa Severina)
- Guglielmo I † (1296 - aprile 1320 deceduto)[10]
- Sergio † (? deceduto)
- Cristoforo † (30 ottobre 1333 - 19 febbraio 1347 nominato vescovo di Bisignano)
- Guglielmo II † (5 marzo 1347 - ? deceduto)
- Filippo, O.E.S.A. † (4 maggio 1362 - ? deceduto)
- Nicola I † (29 aprile 1374 - 30 ottobre 1374 nominato vescovo di San Marco Argentano)
- Giacomo da Potenza, O.F.M. † (13 novembre 1374 - ?)
- Nicola Cito † (circa 1400 - ? deceduto)
- Michele Perrista † (8 luglio 1420 - 1435 deceduto)
- Nicola de Martino † (3 ottobre 1435 - 27 ottobre 1442 nominato arcivescovo di Rossano)
- Francesco I o Cecco † (20 marzo 1443 - 1447 deceduto)
- Nicola IV † (15 gennaio 1448 - ?)
- Francesco II (Caponsacco) † (3 marzo 1475 - 1485 deceduto)
- Antonio Guerra † (4 febbraio 1495 - 4 agosto 1500 deceduto)
- Matteo da Siena † (7 agosto 1500 - 1507 deceduto)
- Marco † (? - 15 settembre  1516 dimesso)
- Desiderio Gilioni (o Filioli o Zilioli[11]) † (17 settembre 1516 - 20 marzo 1520 dimesso)
  - Andrea della Valle † (20 marzo 1520 - 10 settembre 1522 dimesso) (amministratore apostolico)
- Giovanni Matteo Lucifero † (10 settembre 1522 - 14 novembre 1524 nominato vescovo di Crotone)
  - Giovanni Piccolomini † (14 novembre 1524 - 20 marzo 1531 dimesso) (amministratore apostolico)
- Giacomo Antonio Lucifero † (20 marzo 1531 - 1548 deceduto)
- Cesare Foggia † (7 maggio 1548 - ? deceduto)
- Pietro Bordone † (10 marzo 1567 - 1578 deceduto)
- Vincenzo Ferreri † (2 giugno 1578 - 1579 deceduto)
- Emiliano Bombini † (16 marzo 1579 - 1592 deceduto)
- Alessandro Filarete † (12 agosto 1592 - 1608 deceduto)
- Paolo Emilio Sammarco † (16 febbraio 1609 - ? deceduto)
- Pietro Bastoni † (24 gennaio 1611 - 1622 deceduto)
- Benedicto Váez † (2 maggio 1622 - 1632 deceduto)
- Antonio Ricciulli † (16 febbraio 1632 - 7 febbraio 1639 nominato vescovo di Caserta)
- Bartolomeo Cresconi † (28 marzo 1639 - 6 maggio 1647 nominato vescovo di Caserta)
- Ottavio Poderico † (27 maggio 1647 - 1650 deceduto)
- Domenico Blanditi † (22 agosto 1650 - 1651 deceduto)
- Tommaso Tamassoni, O.P. † (8 gennaio 1652 - 1655 deceduto)
- Giuseppe Rosso di Cerami, O.F.M.Conv. † (5 luglio 1655 - 5 novembre 1658 deceduto)
- Antonio Ricciulli † (9 giugno 1659 - agosto 1660 deceduto)
- Vitaliano Marescano † (14 marzo 1661 - marzo 1667 deceduto)
- Agostino De Angelis, C.R.S. † (22 agosto 1667 - aprile 1681 deceduto)
- Giovanni Battista Ponzi † (20 aprile 1682 - marzo 1688 deceduto)
- Giuseppe Ponzi † (11 gennaio 1690 - ottobre 1692 deceduto)
- Michele Cantelmi, O.Carm. † (9 marzo 1693 - 17 giugno 1696 deceduto)
- Bartolomeo Olivieri † (17 dicembre 1696 - 24 agosto 1708 deceduto)
  - Sede vacante (1708-1715)
- Antonio Galliani, O.F.M.Conv. † (21 gennaio 1715 - agosto 1715 deceduto)
  - Sede vacante (1715-1720)
- Francesco Maria Loyero † (16 dicembre 1720 - 6 agosto 1731 nominato vescovo di Nicastro)
- Filippo De Amato † (3 settembre 1731 - 3 agosto 1732 deceduto)
- Domenicantonio Peronaci † (19 dicembre 1732 - 5 febbraio 1775 deceduto)
- Tommaso Maria Francone, C.R. † (17 luglio 1775 - 23 giugno 1777 nominato arcivescovo di Manfredonia)
- Nicola Notari † (28 luglio 1777 - 20 luglio 1778 nominato vescovo di Squillace)
- Zaccaria Coccopalmerio † (1º marzo 1779 - 18 novembre 1784 deceduto)
  - Sede vacante (1784-1792)
- Vincenzo Castro † (27 febbraio 1792 - 18 dicembre 1797 nominato vescovo di Castellaneta)
- Isidoro Leggio, C.SS.R. † (18 dicembre 1797 - 18 luglio 1801 deceduto)
  - Sede vacante (1801-1818)
  - Sede soppressa

### Vescovi titolari
- James Vincent Pardy, M.M. † (17 giugno 1969 - 18 aprile 1972 dimesso)
- René Joseph Rakotondrabé † (25 marzo 1972 - 28 febbraio 1974 nominato vescovo di Tuléar)
- Joseph Hisajiro Matsunaga † (10 novembre 1977 - 6 ottobre 1990 nominato vescovo di Fukuoka)
- Albert Malcolm Ranjith Patabendige Don (29 aprile 2004 - 16 giugno 2009 nominato arcivescovo di Colombo)
- Santo Rocco Gangemi, dal 27 gennaio 2012